# 藤間一男
藤間 一男（ふじま かずお、1929年11月10日 - ）は、日本プロポケットビリヤード連盟 (JPBA) 所属のプロポケットビリヤード選手（第1期生）。日本国内にてポケットビリヤードを統括するプロ組織の設立、アジアポケットビリヤード連盟 (APBU) の設立などに尽力したことで知られ、「日本ポケットビリヤード界の父」と呼ばれる。京都府出身、血液型はA型。
世界プール協会 (WPA) のアシスタント・スポーツディレクター、アジアポケットビリヤード連盟のスポーツ・ディレクター、海外数ヶ国においてナショナルチームのコーチ、各種国際大会などのテクニカル・サポーターを行っている。

## 来歴・人物
1929年、ビリヤード場を経営する家庭の長男として生まれる。スポーツで立身していくことが難しい時代だったこと、親からもあまり良い顔をされなかったことなどもあり、ビリヤードを撞くことはほとんどなかった。大学生活を経てニチメンに就職。花形とされるアジア向け輸出業務に携わった。しかし朝鮮特需の需要が減ってくると営業部門へ異動となり、仕事に対する興味を失っていった。その頃、父からもう一件のビリヤード場を開くチャンスができたと誘われ、25歳の時に新京極でビリヤード場を経営し、ビリヤードに深く関わるようになった。
本格的にビリヤードに携わるようになってから間もない1954年、京都で開催された第2回総理大臣杯全日本アマローテーション選手権に参加して優勝する。1960年の第8回に参加したときも優勝し、京都府撞球組合(現京都府ビリヤード組合)より表彰された。
1961年、当時の日本で普及していたローテーション(ビリヤード)を用いて、よりレベルの高いトーナメントを作りたいと願い、名人戦創設に着手する。まだキャロムビリヤードの競技団体であった日本ビリヤード協会以外にポケットビリヤードの競技団体はなかったため、藤間が率先して京都ローテーションクラブ、大阪ローテーションクラブの関係者と共に「日本ローテーション連盟」を発足、名人戦を実現させた。第1回大会で自ら優勝を果たし、以来7連覇という記録を残した。その他、都市対抗戦を創設している。
藤間らはビリヤードを発展させていくためには東京での普及がなければ達することができないと考えていたが1963年にその機会に恵まれた。名人戦の後援をしていた報知新聞社の担当者と後楽園ビリヤードの責任者の要請を受け、ビリヤード教室を2ヶ月に渡り開催。東京において未知の競技であったローテーションには大きな反響があった。翌年は品川ボウリングで開催、東京のビリヤード事情も変化していった。
1966年3月、国内ビリヤード業者のアメリカ視察へ同行。14-1世界選手権のポスターを発見して見学をしたいと業者とは別行動を取った。会場では自ら出場意思を伝え、翌年に日本人初となるポケットプレイヤーとして参加を果たす。しかし、リーグは15戦全敗という散々なものだった。
1967年、以前から構想していたポケットビリヤードのプロ組織を発足させるため、名人位を返上。日本玉台の井上音政のバックアップを受けながら桜本守、大田紘治、鍵村哲男、花谷勝、大橋公平らと共に日本プロポケットビリヤード連盟を設立した。設立したその年に全日本選手権を開催、自ら優勝した。この全日本選手権にはキャロムビリヤードプレイヤーであった小林伸明も特別招待選手として招かれた。
プロへ転向したが収入が困難だと判断し、日本玉台へ自ら赴いて提案を行った。結果、同社の斡旋により東京の淡路亭と専属プロ契約を結び、以降のプロ選手がビリヤード関連業者と専属契約を行うための下地を作った。
1968年、前年に引き続き14-1世界選手権に参加するため2ヶ月ほどアメリカへ滞在。このため全日本選手権の開催に時間を割けず同大会を開催できなかったが、1966年に渡米した際に親交のあったジョー・バルシスの来日を取り付け、その翌年に開催した全日本選手権へ招聘した。この年から採用された14-1競技の部でジョー・バルシスが優勝し、藤間は2位という成績を残した。1970年代は全日本選手権へ海外の選手を招聘することに尽力する。1970年はダニー・ガートナー、1973、74年はルー・ビューテラー、1976年にはジム・レンピとホセ・パリカ、1979年にはエフレン・レイズが来日した。ホセ・パリカの招聘によりフィリピンとの交流窓口を作った。
1974年、日本に本格的なポケットビリヤード専門書がなかったため、「ポケットビリヤード入門」を上梓
1978年、オーストラリアのエディ・チャールトンからのエキシビジョンの要請があり、1ヶ月のツアーを行った。当時のオーストラリアはスヌーカーの普及率が100%であったが、藤間が依頼されたのはプールのエキシビジョンであった。2月28日に現地入りした後、手始めにメルボルンで開催されるムーンバというフェスティバルで8フィートのスヌーカーテーブルを積載してパレードへ参加。フェスティバルの翌日からはプールテーブルも積載してシドニーを目指した。テーブルは興行の際に頻繁に行われる搬入や設置のことを考え、アルミ製のスレートを用意した。
シドニーを発った後、全インドネシアビリヤード協会の要請によりインドネシアへ入国。ジャカルタで5日間のエキシビジョンを行った。続けて4月下旬は日本玉台の井上に同行して台湾へ入国。ローテーション、ナインボール、14-1の3種目を紹介して、中国語版のルールブックの作成に協力した。この際にポケットビリヤードを「花式撞球」と命名(カラフルさを花に例えた)。以降もこの名称がそのまま利用されている。
1978年6月、ホセ・パリカより紹介された政府管轄のスポーツ機関であるGAB(Games Amusements Board)のダニエル・タマヨの援助を受け、マニラで開催される日比対抗戦「フレンドリー・トーナメント」へ出場する。日本チームは藤間、田中守、井上淳介、大田紘治、嶋崎義光の5名と日本玉台の井上、他2名の選手であった。フィリピンチームはホセ・パリカ、エフレン・レイズ、ロドルフォ・ルアット、ジョウジ・デイサー、マニュエル・フローレス。種目はアジアン・ローテーション(ローテーション61点先取)の7セット先取、1人2試合、計10試合を行い、2勝8敗で完敗した。2日間の開催であったが約7,000人の観客が集まった。
1979年10月、2回目の日比対抗戦が行われたが観客動員数は2,000人と下回った。理由は前回の対抗戦でフィリピンが勝利しているためである。日本チームは藤間、田中守、角当哲朗、井上淳介、長谷川邦夫。フィリピンチームはホセ・パリカ、エフレン・レイズ、ロドルフォ・ルアット、ジミー・チェン、ロガシアノ・オーシン。試合フォーマットはアジアン・ローテーション6セット先取、1人2試合、計10試合を行い、4勝6敗。以来、日比対抗戦は行われていない。
1982年3月2-21日、オーストラリアで開催される「KBワールド・プール・チャレンジ・シリーズ」へ招聘される。招待されたプールプレイヤーは藤間、ジム・レンピ、マイク・シーゲルの3名。スヌーカープレイヤーは地元のエディ・チャールトンの他、ジョン・スペンサー、ペリー・マン、レイ・リードン、クリフ・ゾーボンら8名。試合フォーマットはエイトボール4セット先取で行われ、1人1日1試合、12箇所で行われ、他のイベントと併催された。
1984年後半から85年にかけてのビリヤードブームの影響で友人・知人からテーブルの輸入して欲しいという依頼が藤間に対して殺到した。親密にしていた台湾の業者から輸入を行い、毎日業務に追われた。この頃、ビリヤード場の共同経営を好条件で提示され、当時勤めていた阪急ボウルを退社して「GANDY」を経営する。
1986年、台北体育会撞球委員会主任の蔡超より国際トーナメントを開催するため、出場選手の斡旋を依頼される。このトーナメントには台湾の選手8名の他、ジム・レンピ、ルー・ビュテラ、アンダース・ジョハンソン、ビョルン・ジョンソン、奥村健、戸田孝、藤間が参加した。
1987年、インドネシアのジャカルタで開催された東南アジア競技大会(SEA GAMES)のテクニカル委員として招聘される。
1988年5月、ヨーロッパ連盟から世界プール協会創設に関するミーティングにアジア代表者として呼ばれ参加し、アジアポケットビリヤード連盟(APBU)を創設して加盟することを約束して帰国した。8月、台北で開催されたトーナメントで出会った涂永輝にAPBU代表者就任を依頼し、快諾を得た。藤間は理事に就任する。この2名は世界プール協会のボードメンバとなる。
1997年、ワールドプールマスターズへの出場を要請される。戦績は5位タイであった。
2004年10月、カタール・ビリヤード・ヌヌーカー連盟のコーチを依頼され、2ヶ月という期限付きでコーチを行った。
2006年より拠点をドーハへ移す。
2008年、カタール・ビリヤード・ヌヌーカー連盟の要請を受け、「ナインボールカタール国際オープン選手権」の企画運営に携わる。4ヶ月に渡る準備期間は全て藤間に一任された。アラブ地域で初となる大規模なイベントであったこのトーナメントを藤間は成功させる。翌2009年もナインボールカタール国際オープン選手権は成功を収めたことから、カタール・ビリヤード・ヌヌーカー連盟は世界ナインボール選手権を開催することをアナウンス、2010年6月の開催に漕ぎ着けることができた。
2010年10月、中東アラブ諸国13カ国からなる「西アジアビリヤード&スヌーカー連盟」の立ち上げに協力。

## 主な成績
- 1967年
  - 全日本選手権 優勝
- 1969年
  - 全日本選手権
    - ローテーションの部 3位
    - 14-1の部 2位
- 1970年
  - 全日本選手権 総合優勝
- 1972年
  - 全日本選手権 総合優勝

## 著書
- 入門ポケット・ビリヤード 基本・上達・実戦
- ポケット・ビリヤード大全